# Cratere Olcott
Olcott  è il nome di un cratere lunare da impatto intitolato all'avvocato statunitense William T. Olcott, situato nell'emisfero lunare più distante dalla Terra (faccia nascosta). Olcott si trova a sud-sudest dei crateri Seyfert e Polzunov, e a nord del cratere Kostinskiy.
Questo cratere non mostra significativi segni di erosione da impatti successivi, e i suoi tratti rimangono ben delineati. Il bordo esterno è generalmente circolare, con un modesto rigonfiamento verso nord-est, ed uno maggiore a sud. Mostra alcuni terrazzamenti lungo il bordo interno. Vi sono diverse basse creste in prossimità del centro del pianoro interno. Le due occidentali si trovano in corrispondenza del centro geometrico, mentre il picco centrale risulta spostato verso est.
I crateri satelliti Olcott M e Olcott L formano una coppia parzialmente sovrapposta lungo le pendici esterne meridionali, mentre Olcott E è parzialmente coperto dal margine orientale di Olcott.

## Crateri correlati
Alcuni crateri minori situati in prossimità di Olcott sono convenzionalmente identificati, sulle mappe lunari, attraverso una lettera associata al nome.
| Olcott | Latitudine | Longitudine | Diametro |
| ------ | ---------- | ----------- | -------- |
| E      | 20,9° N    | 119,8° E    | 59 km    |
| L      | 18,3° N    | 118,6° E    | 36 km    |
| M      | 17,9° N    | 117,6° E    | 46 km    |